# Дні грому (фільм, 1990)
«Дні грому» (англ. Days of Thunder) —  фільм Тоні Скотта 1990 року з Томом Крузом, Робертом Дювалем і Ніколь Кідман в головних ролях.

## Сюжет
Досвідчений тренер Гаррі Хогг (Роберт Дюваль), який залишив світ професійних гонок щоб уникнути скандального розслідування, приймає пропозицію менеджера Тіма Деленда (Ренді Куейд) підготувати до змагань Коула Трікла (Том Круз), який раніше брав участь виключно в змаганнях на болідах, але охочий випробувати сили в NASCAR. Серія заїздів проходить успішно, перетворивши Трікла в найбільш багатообіцяючого новачка сезону, — але незабаром він разом з головним суперником Роуді Бернсом (Майкл Рукер) потрапляє в аварію. Зате в клініці Коулу судилося зустріти жінку своєї мрії — доктора Клер Левікі (Ніколь Кідман).

## У ролях
- Том Круз — Коул Трікл
- Роберт Дюваль — Гаррі Хогг
- Ніколь Кідман — Доктор Клер Левицькі
- Майкл Рукер — Роуді Бернс
- Кері Елвес — Расс Вілер
- Ренді Куейд — Тім Даланд
- Фред Томпсон — Джон
- Джон Рейлі — Бак Бретертон
- Керолайн Вільямс — Дженні Бернс
- Лейлані Сарель — патрулюючий офіцер
- Кріс Елліс — Гарлем Гугергайд
- Марго Мартіндейл — Донна
- Річард Петті — камео

## Цікаві факти
- На зйомках фільму познайомилися і в майбутньому одружилися Том Круз і Ніколь Кідман.
- Том Круз — співавтор сценарію картини.
- Багато справжніх гонщиків NASCAR (включаючи Рості Волласа) брали участь у зйомках.[7]
- Роберт Дюваль в 2012 році зніметься знову з Томом Крузом у фільмі «Джек Річер», а з Ніколь Кідман у фільмі «Хемінгуей і Геллхорн».

## Саундтрек
1. «The Last Note of Freedom» — Девід Ковердейл
2. «Deal for Life» — John Waite
3. «Break Through the Barrier» — Тіна Тернер
4. «Hearts in Trouble» —  Chicago
5. «Trail of Broken Hearts» — Шер
6. «Knockin' on Heaven's Door» — Guns N' Roses
7. «Gimme Some Lovin '» — The Spencer Davis Group
8. «Show Me Heaven» — Maria McKee
9. «Thunderbox» — Apollo Smile
10. «Love Live the Night» — Joan Jett & The Blackhearts
11. «Gimme Some Lovin '» — Terry Reid